# Havoc Unit
Havoc Unit är en finländsk black metal-grupp som bildades 1989 som Festerday. 1992 bytte bandet namn till Cardinal och senare samma år blev namnet Peacefrog. Från 1993 till 1994 var namnet Raw Energy. 1995 bytte de namn till …and Oceans och 2006 till Havoc Unit. 2013 tog bandet åter namnet Festerday.
Gruppen började med death metal men med namnet …and Oceans övergick de till jazz-black metal och symfoniskt på albumet The Dynamic Gallery of Thoughts. Sedan utvecklades de mot industriell, elektronisk black metal med albumet A.M.G.O.D.

## Medlemmar
Senaste medlemmar
- t.kunz (Timo Kontio) – gitarr, basgitarr (2005–2013)
- sa.myel (Sami Latva) –	gitarr, basgitarr, trummor (2005–2013)
- heinr.ich (Mika Aalto)  – keyboard (2005–2013)
- Jos.f (Kena Strömsholm) – sång (2005–2013)

## Diskografi

### Som Havoc Unit
Studioalbum
- 2008 – h.IV+ (Hoarse Industrial Viremia)

Annat
- 2007 – Havoc Unit / And Then You Die (delad 7" vinyl)
- 2007 – Synæsthesia (The Requiem Reveries) (delad album: ...and Oceans / Havoc Unit)
- 2007 – Yerushalayim Érez HaQodeš / With Discipline upon Mankind (delad 7" vinyl med ...and Oceans)

### Som Festerday
Demo
- 1990 – Demo I
- 1991 – Demo II
- 1992 – Demo III

Samlingsalbum
- 2015 – ...the Four Stages of Decomposition...

Annat
- 1991 – Festerday / Carnifex (delad EP)

### Som ...and Oceans
Demo
- 1995 – Wave
- 1997 – Mare Liberum

Studioalbum
- 1998 – The Dynamic Gallery of Thoughts
- 1999 – The Symmetry of I – The Circle of O
- 2001 – A.M.G.O.D. (Allotropic/Metamorphic Genesis Of Dismorphism)
- 2002 – Cypher

Samlingsalbum
- 2000 – …and Oceans
- 2001 – mOrphogenesis
- 2002 – The Dynamic Gallery of Thoughts / The Symmetry of I - The Circle of O

Annat
- 1998 – WAR Vol I (delad album med Bloodthorn)
- 2007 – Synæsthesia (The Requiem Reveries) (delad album: ...and Oceans / Havoc Unit)
- 2007 – Yerushalayim Érez HaQodeš / With Discipline upon Mankind (delad 7" vinyl med Havoc Unit)